# Владайски манастир
Вижте пояснителната страница за други значения на Света Петка.
Владайският манастир „Света Петка“ е действащ девически православен манастир на Българската православна църква в район Витоша на София.
Манастирът е бил двупрестолен, посветен на две светици. Затова манастирът е посветен на св. Петка, а в манастира са построени параклис и нова църква в чест на св. Неделя.

## Местоположение
Владайският манастир е на около 1 километър западно от Владая в югоизточното подножие на Люлин планина. До него може да се стигне пеша от квартала или с кола, като се мине под жп линията и веднага след това се завие вдясно.

## История
Манастирът е възобновен през 1902 г. върху основите на стара църква.

## Архитектура
Представлява комплекс от старата църква „Света Петка“, жилищна и стопанска сгради и нов параклис „Света Неделя“. Иконостасът в черквата е обявен за паметник на културата. Макар и оскъдни, все пак сравнително добре са запазени стенописите в старата църква. Изрисувани са четиримата евангелисти Матей, Йоан, Марко и Лука – апостолите, написали евангелията, разясняващи живота на Иисус Христос. На северната стена има скромно изображение на св. Иван Рилски. По същия начин е изписана и новата църква параклис, посветена на другата покровителка на Владайския манастир – св. Неделя. Тя е осветена през 2003 г. и в нея се извършват службите и литургиите. Интересни са и двете каменни колони свещници от 1911 г. в двора на манастира, дарение от поклонници от село Луково, Дебърско.

## Храмов празник
- Храмовият празник е на 14 октомври – Петковден.

## Галерия
- Църквата „Св. Петка“ в текущ ремонт
- Колона свещник – дарение от 1911 г.
- Жилищни постройки